# Ana Blandiana
Ana Blandiana, pseudonimo di Otilia Valeria Coman (Timișoara, 25 marzo 1942), è una poetessa romena, sostenitrice dei diritti civili in Romania.

## Biografia
Prima della rivoluzione del 1989 era già dissidente del governo comunista e sostenitrice dei diritti dell'uomo: ebbe il coraggio di contestare in numerose interviste e dichiarazioni pubbliche il dittatore Nicolae Ceaușescu. 
Nel 1982 ha ottenuto il Premio Herder. Nel 2005 ha vinto in Italia il Premio letterario Giuseppe Acerbi, premio speciale per la poesia, per la sua opera Un tempo gli alberi avevano gli occhi, Editrice Donzelli, 2005. È stata presidente di Alleanza Civica e direttrice del museo memoriale delle vittime del comunismo di Sighet. In Italia sono state pubblicate anche le sue memorie di viaggio, Il mondo sillaba per sillaba, Edizioni Saecula, 2012.

## Opere principali
- Blandiana Ana, L'orologio senza ore, Elliot, 2018.
- Blandiana Ana, La mia patria A4. Nuove poesie, Aracne, 2015.
- Blandiana Ana, Il mondo sillaba per sillaba, Saecula, 2012.
- Blandiana Ana, Variazioni su un tema dato, Donzelli, 2024
- Blandiana Ana, Un tempo gli alberi avevano gli occhi, Donzelli, 2004.

## Onorificenze

### Onorificenze straniere.
Premio Città di Pescara- Sinestetica (Italia) 20 maggio 2025